# Parağa
Parağa è un comune dell'Azerbaigian situato nel distretto di Ordubad.